# 伊加尔·雅丁
伊加尔·雅丁（1917年3月20日—1984年6月28日），出生名伊加尔·素克尼克（[יגאל סוקניק] 错误：{{Lang}}：無法辨識語言標籤 he-n（帮助））是以色列考古学家、政治人物，曾担任以色列国防部副部长。

### 早年生活和军事生涯

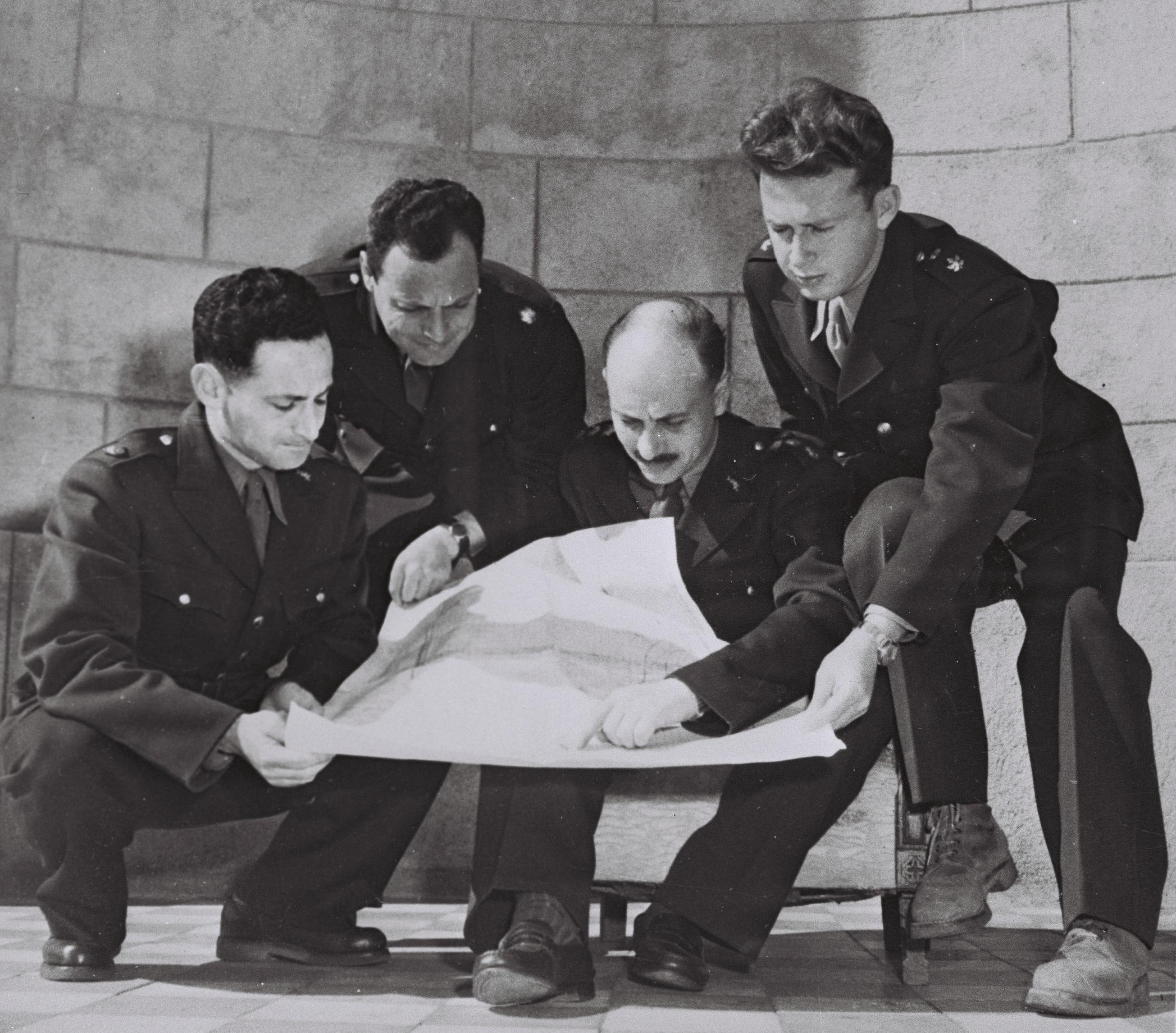
参加1949停战协议谈判的以色列代表团。 从左到右： Yehoshafat Harkabi,Aryeh Simon，伊加尔·雅丁 和伊扎克·拉宾 (1949年)

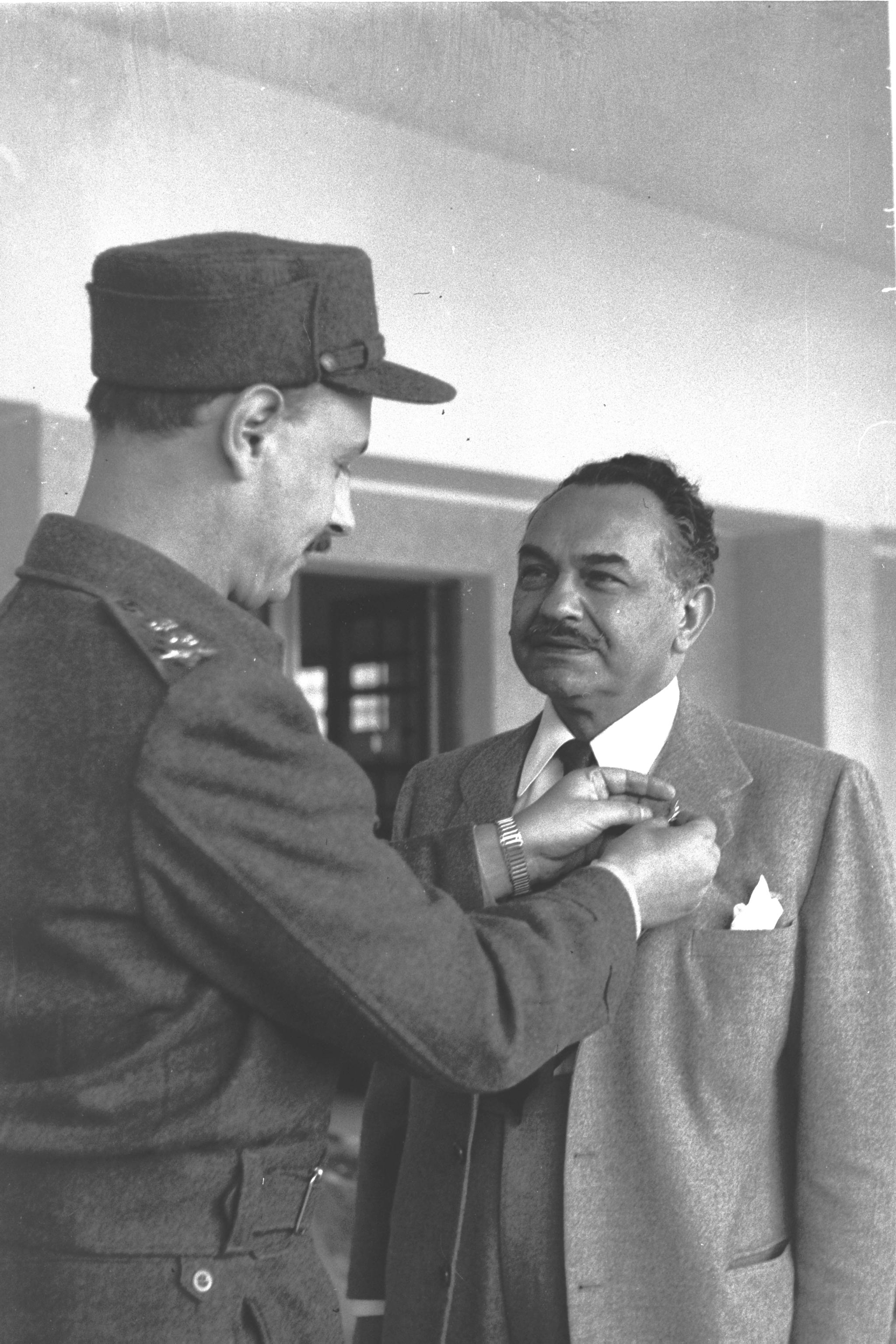
以色列国防军参谋长伊加尔·雅丁为演员爱德华·罗宾逊佩戴一个小饰品(1950年)

## 传记

### 考古生涯
在离开军队后，他开始致力于考古学研究。在1956年他因为关于死海古卷翻译的博士论文，获得了以色列犹太研究奖 。作为一个考古学家，他挖掘了以色列地区一些最重要的遗址，包括昆兰藏经洞、马萨达、夏琐，和米吉多。他将基色发掘出的所罗门城门视为其考古学成就的高峰。他有时会被迫处理重要文物的盗窃事件，偶尔是知名政治军事要人。曾经有一个案子，盗贼被普遍认为是摩西·达扬独眼将军，他说：「我知道谁做的，我不会说他是谁，但如果我抓住他，我会捅了他的另一只眼睛。」
甚至作为一个考古学家，伊加尔·雅丁从来没有完全放弃公职生活。在1967年六天战争前夕，他成为列维·艾希科尔总理的一名军事顾问，1973年贖罪日戰爭结束后，他是Agranat委员会的成员，调查战争起因和责任。

## 著作
- Views of the Biblical World. Jerusalem: International Publishing Company J-m Ltd, 1959.
- The Art of Warfare in Biblical Lands.  McGraw-Hill, 1963.
- Masada: Herod's Fortress and the Zealots’ Last Stand. New York: Random House, 1966.
- Hazor (Schweich Lectures for 1970)
- The Bar Kochba Caves. (Hebrew). Maariv, 1971
- Bar-Kokhba: The Rediscovery of the Legendary Hero of the Last Jewish Revolt Against Imperial Rome, 1971
- The Temple Scroll published posthumously London, Weidenfeld & Nicholson,1985

伊加尔·雅丁通过希伯来大学出版社(希伯来文)发表了许多研究论文和古代文本解读:
- The Sons of Light against Sons of Darkness (from the Qumran Caves), 1955
- The Message of the Scrolls, 1957
- The Hidden Scrolls, 1958
- The book ofBen Sira, 1965
- Teffilin of Head from the Qumran caves, 1969
- The Temple Scroll (from the Qumran caves), 1977

## 参看
- List of Israel's Chiefs of the General Staff
- List of Israel Prize recipients
- Yadin